# Divisão Central (Fiji)
A Divisão Central é uma das quatro divisões administrativas das Fiji. Esta divisão inclui o lado oriental da maior ilha, Viti Levu, e outras pequenas ilhas, incluindo Mbengga e Yanutha. Faz fronteira terrestre com a Divisão do Oeste na ilha de Vita Levu, e fronteira marítima com a Divisão do Leste e a Divisão do Norte.

## Províncias
A Divisão Central é constituída por cinco províncias:
- Naitasiri
- Namosi
- Rewa
- Serua
- Tailevu.